# Henri Arnauld (évêque)
Pour l’article homonyme, voir Henri Arnauld (seigneur).
Henri Arnauld est un évêque janséniste, né à Paris le 30 octobre 1597 et mort à Angers le 8 juin 1692.

## Biographie

### Un membre de la famille Arnauld
Henri Arnauld est le second fils d’Antoine Arnauld l'avocat et de Catherine Marion. Il est donc le frère de Robert Arnauld d'Andilly, d'Antoine, dit le Grand Arnauld, et des mères Agnès et Angélique, abbesses de Port-Royal. Il est enfin l’oncle de Simon Arnauld de Pomponne, ministre de Louis XIV.

### L’abbé mondain et le diplomate
Henri Arnauld fait des études de droit et reçoit en parallèle la tonsure en 1615. Il exerce un temps le métier d’avocat, à la suite de son père. Après la mort de celui-ci, il refuse d'être pensionné par les protecteurs de son père et se tourne vers une carrière ecclésiastique. Il prend le nom de M. De Trie (ou Trye), du nom d'un fief hérité de sa mère, près de Montmorency. En 1621, il part à Rome comme secrétaire du cardinal Bentivoglio, ancien nonce apostolique en France. Il refuse la charge d’auditeur de rote, prestigieuse mais contraignante. Il y rencontre l'ambassadeur de France à Rome, Noël Brûlart de Sillery, qui lui pourvoit l'abbaye Saint-Nicolas d'Angers en 1622.
Il en prend possession en 1624, et devient la même année aumônier ordinaire du roi et prend les ordres mineurs et majeurs à Rome. Il rentre en France en 1625 et partage sa vie entre Paris et Pomponne, domaine de son frère Robert Arnauld d'Andilly.
Grâce à la protection de son cousin Manassès de Feuquières, il reçoit l’archidiaconé de Vittel avant d’être élu évêque de Toul (1637). L’élection est acceptée par le roi Louis XIII mais le pape Urbain VIII refuse de lui envoyer sa bulle de provision. Il fréquente alors les salons, notamment celui de Madame de Rambouillet, écrit des vers et correspond notamment avec Jean Chapelain, Balzac ou Valentin Conrart.
D’après les Mémoires de son frère, il refuse l’évêché de Périgueux et la charge de visiteur général en Catalogne et se tourne encore une fois vers l’Italie. Le cardinal Mazarin le charge d’une mission diplomatique en 1645 après l’avoir nommé conseiller d’État.
Il doit réconcilier le pape Innocent X avec la famille Barberini afin de s’opposer au parti espagnol à Rome. Henri Arnauld demeure en Italie de 1645 à 1648, en compagnie de son neveu Antoine, effectuant également de courtes missions à Parme ou à Florence.

### L’évêque janséniste
Peu de temps après être rentré en France, il est nommé évêque d'Angers par le roi (30 janvier 1649). Sacré dans l’église de l’abbaye de Port-Royal de Paris, il gagne définitivement Angers à la fin de l’année 1650, décidant de strictement résider dans son diocèse. Avec Nicolas Pavillon, il constitue le modèle de l’évêque janséniste. Il s’entoure de personnes capables et intelligentes et entreprend de régulièrement visiter son diocèse et surveille le clergé séculier. 
En janvier 1652, alors qu'il était parti porter ses condoléances à un ami, la fronde angevine éclate. Il est arrêté aux Ponts-de-Cé alors qu'il regagne Angers. Réfugié à Brissac puis à Saumur, il exhorte la régente Anne d'Autriche à l'indulgence et réussit à diminuer les représailles que les troupes royales devaient faire subir à Angers, sans pouvoir empêcher les exils des conjurés.
En 1668, il reconnait authentique le miracle eucharistique des Ulmes, ayant eu lieu dans l'Église Saint-Vincent des Ulmes,.
Le 11 octobre 1669, il donne son accord pour la réunion du prieuré Saint-Blaise à l'abbaye Saint-Avit-les-Guêpières
Son jansénisme amène cependant des situations de conflits avec le pouvoir royal. En particulier, il fait partie des quatre évêques qui refusent de signer le Formulaire, avec Nicolas Pavillon, François-Étienne de Caulet et Nicolas Choart de Buzenval.
Après la Paix de l'Église, Henri Arnauld se voue entièrement à son diocèse : il rédige un catéchisme avec les évêques de Luçon et de La Rochelle, tente de convertir les protestants d’Anjou, poursuit ses visites pastorales. Il est ainsi en odeur de sainteté dans son diocèse et dans les cercles jansénistes : Madame de Sévigné écrit ainsi : « Sa sainteté et sa vigilance pastorale est une chose qui ne se peut comprendre. […] J’ai trouvé dans sa conversation toute la vivacité de l’esprit de ses frères. C’est un prodige, je suis ravie de l’avoir vu de mes yeux » (lettre du 21 septembre 1684). 
Il meurt le 8 juin 1692. Le corps est exposé pendant 6 jours pour permettre aux angevins de se recueillir. Le curé de Sainte-Gemmes-d'Andigné écrit sur son registre: « Ce fut le plus digne évêque dont on ait entendu de nos jours ». Ses obsèques sont solennelles. Il est enterré dans le bras gauche du transept de la cathédrale d'Angers, sous une dalle en marbre.